# Аккембецький курган
Аккембе́цький курга́н, відомий також як Попова Могила — пам'ятка археології з похованнями трипільської культури усатівського типу, етапу СІІ та бронзової доби. Курган знаходиться у Білгород-Дністровському районі Одеської області, розташований біля села Біленьке, за 3 км на захід від селища міського типу 3атоки, на плато північного берегу Будацького лиману. Назва села Біленьке (раніше Аккембет) власне пов'язана із цим курганом, оскільки турецькою мовою тур. Ak Kembet означає Біла гробниця.
Курган відомий з 19 століття. Досліджував І. Т. Черняков у 1997 році. Аккембецький курган був частиною великого могильника усатівського типу, бо він розташований серед великої кількості маленьких зруйнованих оранкою курганів, а також чотирьох великих курганів, знищених у 1950-х pp. під час будівництва. Від останніх на поверхні залишились великі брили вапняку зі зруйнованих кромлехів. За 1 км на захід від Аккембецького кургану виявлені залишки поселення усатівського типу. В цій пам'ятці можна вбачати пізньотрипільський центр на Правобережжі Дністра, подібний до комплексів в Маяках і Усатовому.

## Загальна характеристика
Насип кургану зруйнований земляними роботами. Його збережена висота — 7 м, діаметр — 60 м. У будівництві кургану виявлено 7 стратиграфічних шарів, представлених 27 похованнями різних культур: усатівської (6), кемі-обінської, буджацької, багатопружкової кераміки.

## Поховання усатівського типу
В кургані виявлено 6 поховань усатівського типу, одне з яких було основним. Навколо нього був викладений на стародавній денній поверхні кромлех діаметром 28—32 м з великих пласких брил вапняку. У західній частині кромлеху зроблений «прохід» (ворота) завширшки 2 м з вертикально поставленими плитами по краях. Під брилами кромлеху знайдені численні черепашки мідій, кістки вівці, 2 кінських черепа, уламки глиняного посуду з домішками мушлі. З південно-західного боку ями центрального чоловічого поховання був скелет собаки.
З іншими похованнями усатівського типу пов'язані дві досипки насипу, що складають II та III культурно-хронологічні шари. Всі поховальні ями прямокутні з закругленими кутами, небіжчики поховані у скорченому стані на лівому боці, головою орієнтовані на північний схід. У одного з небіжчиків червоною вохрою розписаний череп. Поховальний інвентар складався з 2—5 посудин, прикрас з кісток та металу. Кераміка належить до двох груп: столовий посуд, прикрашений розписним орнаментом та посудини, виготовлені з глини з домішкою товченої черепашки, прикрашені шнуровим орнаментом.
За ізотопними датами найдавніше поховання усатівського типу датують 2759±101 р. до н. е., а період здійснення всіх поховань у проміжку між 2610–2310 рр. до н. е.